# 점호
점호는 군대 등의 단체 생활의 경우 인원 파악 및 인원 수 상태를 점검하는 것을 말한다. 군인이 아닌 민간 사회의 경우에는 수련원이나 기숙사에서 점호를 실시한다. 한편 대한민국 해군이나 대한민국 해병대의 경우 예전에 점호가 아닌 순검이라고 불렸다.

## 기상점호
육군과 공군의 경우 오전 6시 기상 및 집합 후 당직사령이 점호를 실시한다.
해군과 해병대의 경우 15분 일찍 기상한 후 "신병 XXXX기 총기상 15분 전"이라는 육성을 내보낸 후 당직사관에게 인원 보고 후 도수체조를 실시한다,

## 취침점호
육군, 공군의 경우 실내점호이며 당직사령에게 인원 보고를 실시한다. 해군, 해병대의 경우 21시에 생활관 정리 및 청소를 실시하며 21시 45분에 점호를 시작한다. 점호 시에는 인원 파악 후 각 소대별 교관이 생활관 점호 청소 상태를 확인하며 상태가 불량할 경우 소대장은 얼차려를 가한다.

## 같이 보기
- 생활관
- 소대
- 군사훈련